# Grégoire R
Der Grégoire R ist ein französischer Personenwagen.

## Geschichte
Der französische Frontantriebspionier Jean-Albert Grégoire entwarf nach dem Zweiten Weltkrieg einen großen Personenwagen mit Frontantrieb. Hotchkiss übernahm das Projekt und vermarktete die Fahrzeuge von 1949 bis 1954 als Hotchkiss-Grégoire.
Ein Fahrzeug dieser Marke ist in der Cité de l’Automobile in Mülhausen zu besichtigen.

## Fahrgestell
Der Motor war vorne im Fahrgestell montiert und trieb die Vorderräder an.

## Motor
Für den Antrieb sorgte ein wassergekühlter Vierzylinder-Boxermotor mit 1998 cm³ Hubraum, der 64 PS leistete.

## Karosserie
Die Fahrzeuge waren als viertürige Limousinen mit Schrägheck karosseriert.

## Maße und Gewichte
Bei einem Radstand von 2450 mm und einer Spurbreite von 1440 mm (vorne) bzw. 1320 mm (hinten) betrug die Fahrzeuglänge 4500 mm, die Fahrzeugbreite 1700 mm und die Fahrzeughöhe 1520 mm. Das Gewicht der Fahrzeuge wurde mit 1060 kg angegeben. 